# 李台街道
李台街道，是中华人民共和国陕西省咸陽市杨陵区下辖的一个街道办事处。
2015年，陕西省民政厅批复同意将杨陵街道办事处的南庄村划归李台街道办事处。

## 行政区划
李台街道下辖以下地区：
南庄村、东西苑社区、景苑社区、邰南社区、邰东社区、邰北社区、邰西社区、神果路社区、农林科大社区、职院社区和化建社区。